# Akademia Telewizyjna

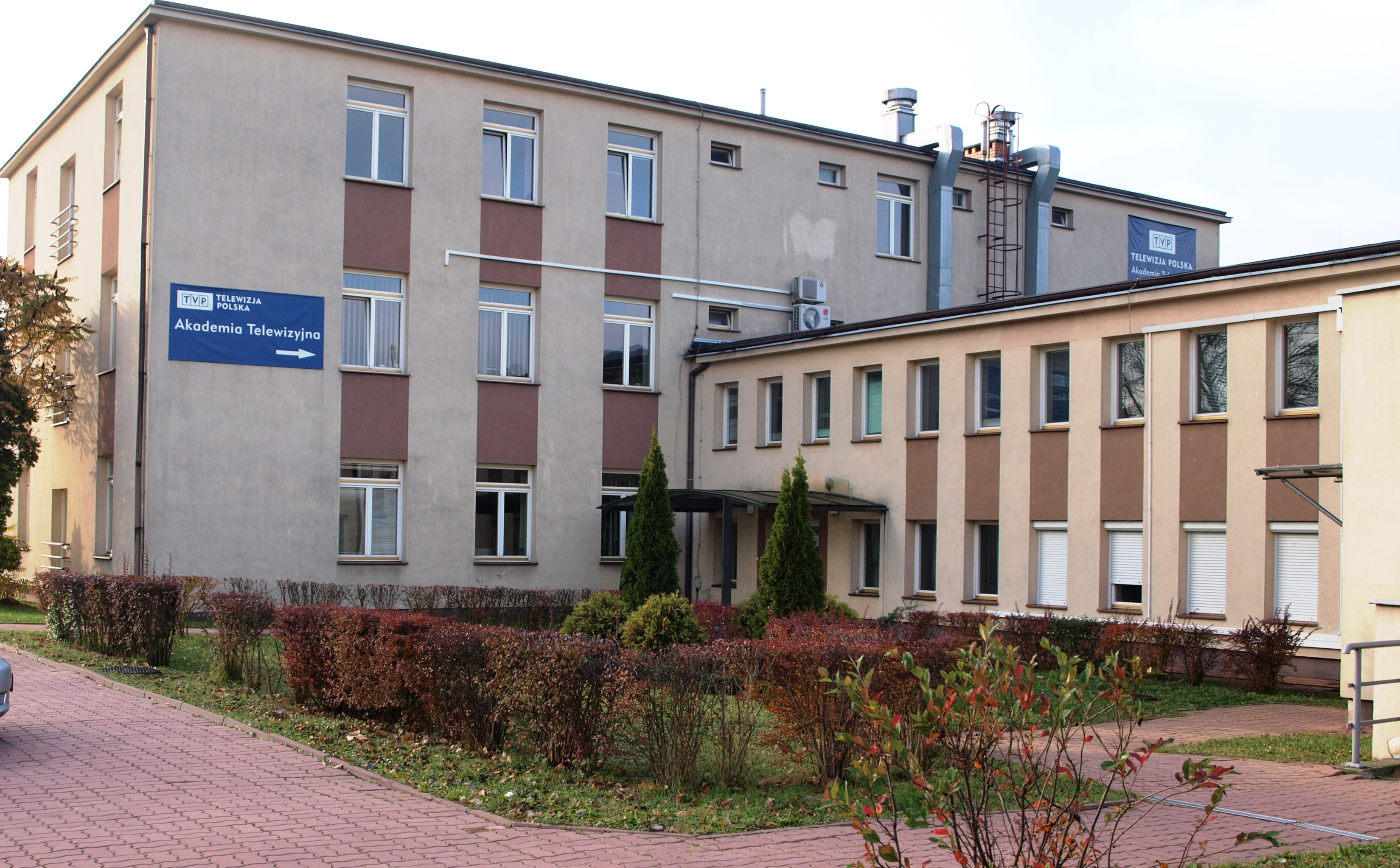
Budynek „R” Akademii Telewizyjnej przy ul. Woronicza 17 w Warszawie

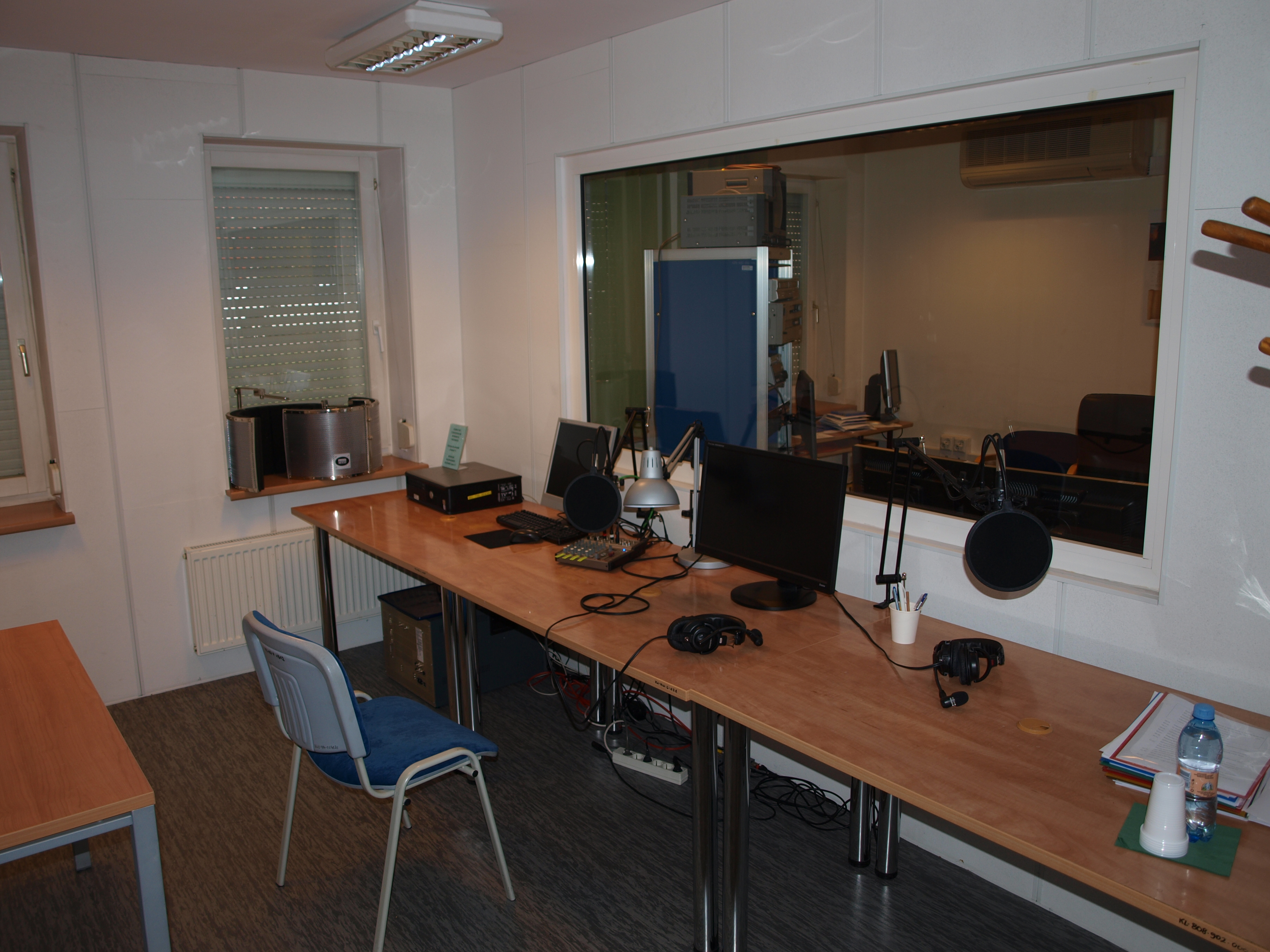
Studio nagrań Akademii Telewizyjnej

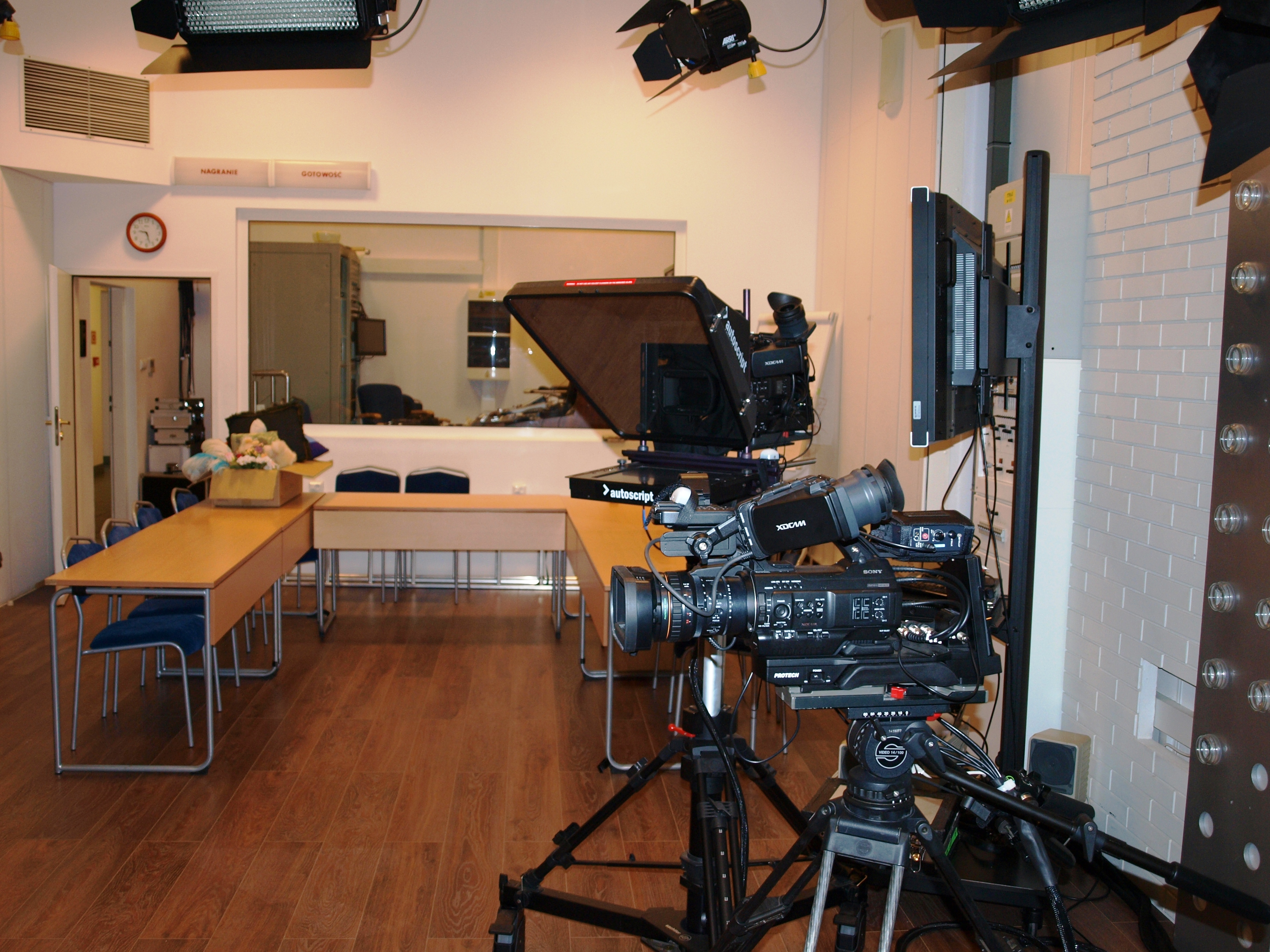
Studio realizacyjne Akademii Telewizyjnej

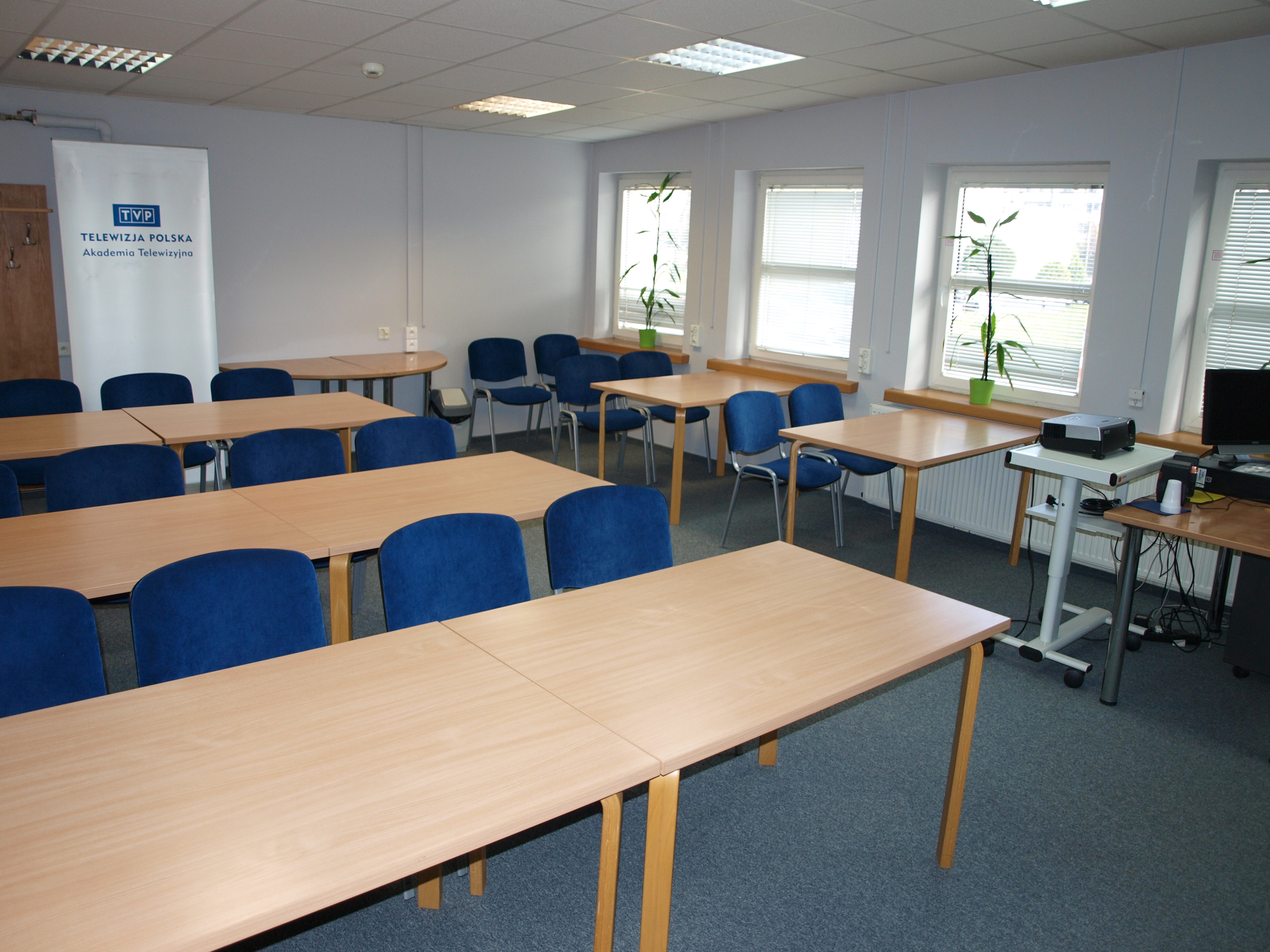
Sala Wykładowa nr 4 Akademii Telewizyjnej

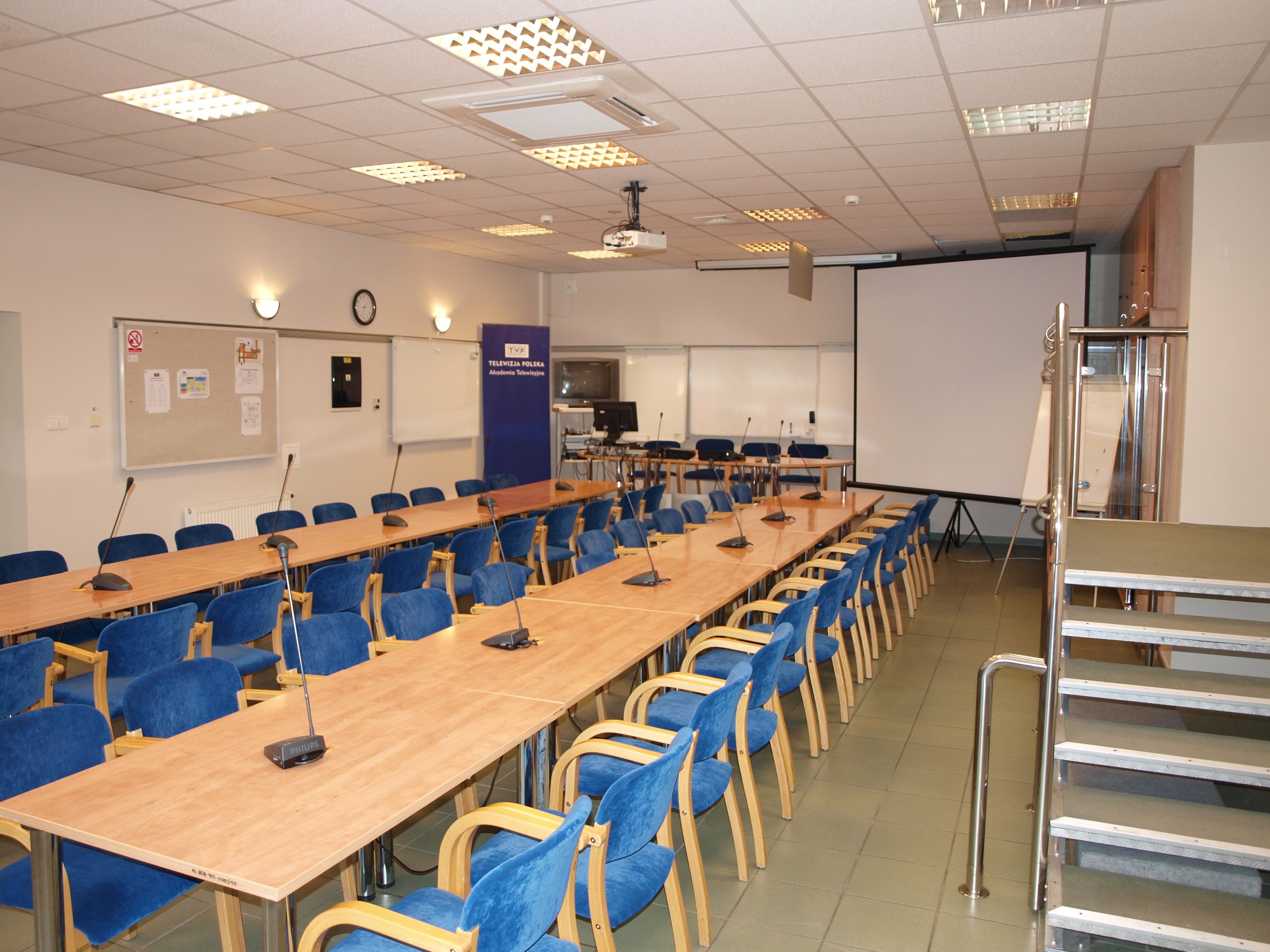
Sala Wykładowa nr 5 Akademii Telewizyjnej

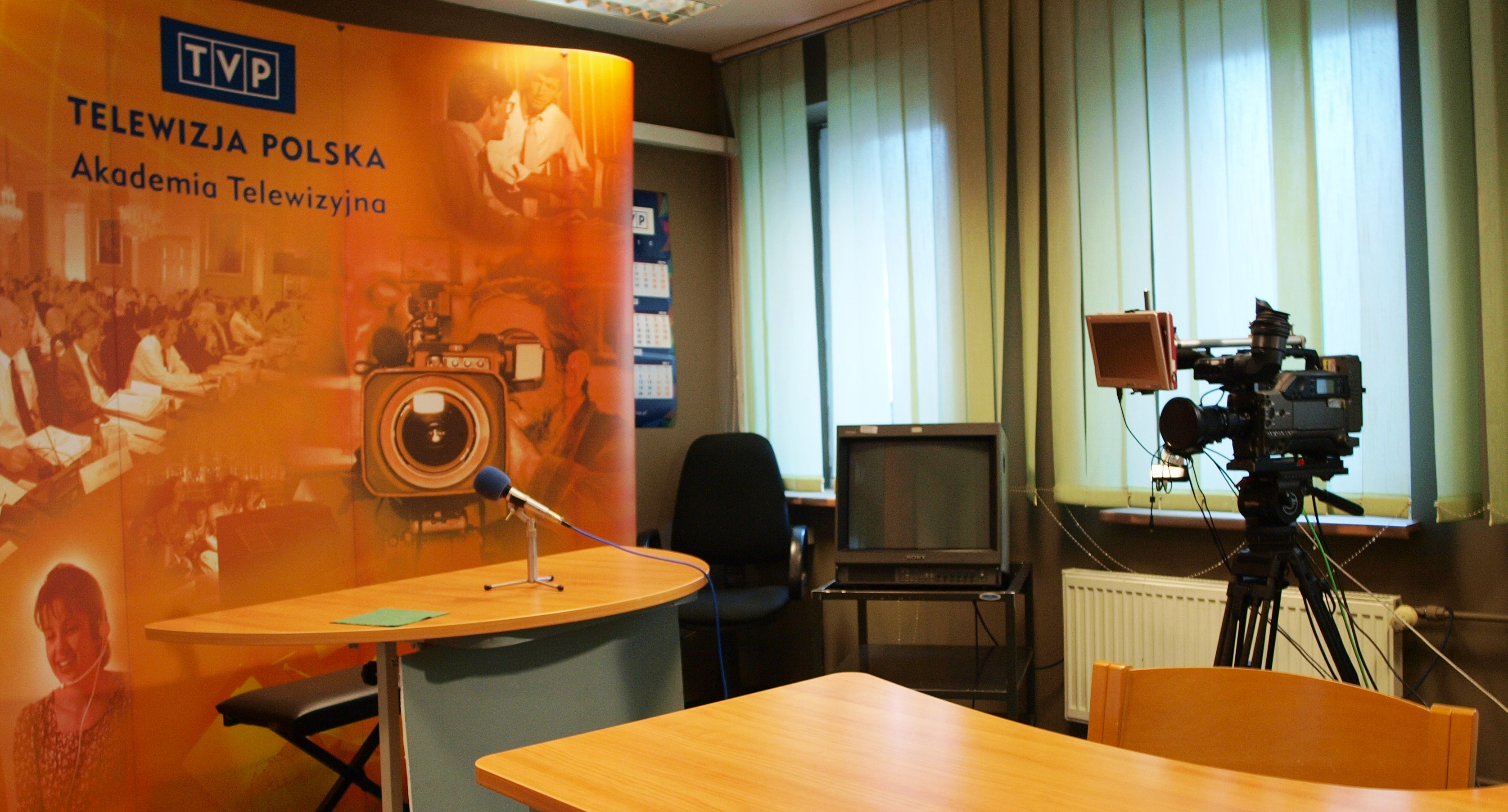
Pracownia logopedyczna Akademii Telewizyjnej

Akademia Telewizyjna, właśc. Ośrodek Szkolenia i Rozwoju – Akademia Telewizyjna – jednostka organizacyjna Telewizji Polskiej odpowiedzialna za szkolenia wszystkich grup zawodowych zatrudnionych w TVP. Kursy te realizuje się w porozumieniu z innymi jednostkami organizacyjnymi TVP SA oraz we współpracy z wyższymi uczelniami, instytucjami naukowymi, a także organizacjami medialnymi.
Akademia Telewizyjna organizuje także konferencje, seminaria szkoleniowe oraz projekty edukacyjne popularyzujące wiedzę. Nawiązuje też współpracę z bliźniaczymi instytucjami szkoleniowymi wielkich europejskich korporacji medialnych takich jak Akademia BBC, Instytut Dziennikarstwa Agencji Reuter, Akademia Europejskiej Unii Nadawców – EBU.
W OSiR-AT dokonywane są analizy warsztatowe i formułowane opinie diagnostyczne oceniające poziom zawodowy dziennikarzy i jakość warsztatu poszczególnych audycji telewizyjnych. Monitorowane, a także certyfikowane kompetencje pracowników twórczych oraz współpracowników telewizji publicznej. Przy Akademii Telewizyjnej TVP funkcjonuje też komisja wydająca tzw. „karty ekranowe” – dokument potwierdzający uprawnienia i kwalifikacje antenowe wymagane od reporterów, prezenterów i lektorów. Działa Poradnia Językowa koordynująca prace związane z ochroną języka polskiego w działalności programowej i pozaprogramowej TVP SA. Akademia Telewizyjna prowadzi też działalność wydawniczą nastawioną głównie na publikowanie materiałów dydaktycznych i opracowań medialnych.

## PiK
W roku 1996 w Akademii Telewizyjnej powstał projekt „PiK-u” – Przeglądu i Konkursu Dziennikarskiego Oddziałów Terenowych TVP. Do 2023 roku odbyło się 29 edycji.

## Historia
Ośrodek Szkolenia i Rozwoju „Akademia Telewizyjna” powstał w wyniku licznych organizacyjnych przekształceń powołanego w roku 1973 w Komitecie ds. Radia i Telewizji – „Ośrodka Doskonalenia Zawodowego PRiTV”. Od tego też czasu, aż po pierwsze, dokonane w roku 1986, rozdzielenie organizacyjne radia i telewizji i powołanie osobnych komórek szkoleniowych, zajmowano się tu realizacją koniecznych w każdej korporacji szkoleń: poczynając od pracy z mikrofonem, magnetofonem, kamerą, nauki montażu czy ćwiczeń prezenterskich, na kursach BHP czy obsługi wózków widłowych kończąc.
W latach 70. i 80. XX wieku miejsce to pełniło rolę swoistego departamentu kształcenia w „Ministerstwie Propagandy” jakim był Radiokomitet. Powołany na mocy zarządzenia nr 24 Przewodniczącego Komitetu ds. RTV z dnia 5.VIII.1973 Ośrodek Szkolenia i Doskonalenia Kadr Radia i TV, stworzono w ramach realizacji uchwały Biura Politycznego PZPR z 24 lipca 1973 r. „w sprawie dalszego rozwoju i umacniania polityczno-społecznej roli Polskiego Radia i Telewizji”.
Powstawały tu liczne projekty edukacyjne: od Katowickiej Szkoły Telewizyjnej poczynając poprzez różnorodne projekty restrukturyzacyjne. Już w latach 80. XX wieku proponowano stworzyć Akademię Radiowo Telewizyjną, potem Instytut Szkolenia Kadr PRiTV. Wtedy też przygotowywano liczne projekty z zakresu metodyki nauczania.

## Struktury korporacyjne i kierownictwo
I. Ośrodkiem Doskonalenia Zawodowego Radia i Telewizji – kierowali:
1. Mirosława Zawirska (p/o 1972-1973);
2. Henryk Rakoczy (1974 do 1978),
3. Daniela Zawisza (1979-1982),
4. Zbigniew Burakowski (1982-1985)
II. Ośrodkiem Doskonalenia Zawodowego TVP – kierował
5. Włodzimierz Piekarski (1985-1988).
III. Na przełomie lat 80/90. XX wieku, dyrektorem Ośrodka Szkolenia Telewizji Polskiej „Radiokomitetu” był
6. Michał Anioł Bogusławski stając się zarazem Naczelnym Redaktorem „Studia im. Andrzeja Munka”, umiejscowionego w strukturze szkoleniowej Telewizji. Zatrudniono tu osoby związane ze zlikwidowanym w roku 1990 telewizyjnym Studiem „Solidarność” TVP (m.in. Krystynę Mokrosińską).
Ośrodek Szkoleń, stał się wtedy kuźnią filmowych debiutów i wdrażania systemu producenckiego. Podjęto współpracę z Łódzką Szkołą Filmową, warszawską Wytwórnią Filmów Dokumentalnych – nawiązując do Studia Debiutów Filmowych – Studia Młodych TVP im. Andrzeja Munka, po raz pierwszy stworzonego w Telewizji pod koniec lat 70. XX wieku przez Wojciecha Wiszniewskiego. Ten etap zakończył się wraz z odejściem M.A. Bogusławskiego i likwidacją Studia Filmowego.
Po roku 1990 Ośrodek nazywano:
IV. w latach 1994–1999 – Ośrodek Szkolenia i Analiz Programowych (OSiAP);
V. od 1.I.2000 – Ośrodek Szkolenia „Akademia Telewizyjna”;
VI. od 22.IV.2004 – „Centrum Strategii – Akademia Telewizyjna”;
VII. od 9.V.2005 „Akademia Telewizyjna” funkcjonowała w strukturze Biura Kadr, Szkoleń i Spraw Socjalnych TVP SA;
VIII. wreszcie 1.XI.2010 powstał – Ośrodek Szkolenia i Rozwoju AT (OSiR – AT).
Po roku 1990 kierowali nim kolejno:
7. Andrzej Wojnach (1991-1994) – (wcześniej zastępca M.A. Bogusławskiego),
8. Jacek Snopkiewicz (1994–1997, 2000–2002, 2004–2005, 2013–2016),
9. Halina Marszałek (1997–1999)- (zastępczyni J.Snopkiewicza w latach 1994–1997),
10. Janusz Cieliszak (2003, 2009),
11. Piotr Radomski (2006–2008),
12. Krzysztof Szurogajło (2008–2009),
13. Andrzej Kwiatkowski (2010–2013),
14. Włodzimierz Strzemiński (2016–2017).

## Wydawnictwa Akademii Telewizyjnej
- 1. „Wizja Publiczna” – wydawnictwo Ośrodka Szkolenia i Analiz Programowych TVP SA. [red. naczelny Edward Mikołajczyk]. Miesięcznik ukazywał się od stycznia 1996 do grudnia 2001.
- 2. „Zeszyty Europejskie” – Ośrodek Szkolenia – Akademia Telewizyjna, [red. nacz. Edward Mikołajczyk]. Od stycznia 2002 – do czerwca 2004 wydano 24 numery.
- 3. „Za Ekranem: kwartalnik warsztatowy” – Telewizja Polska. Akademia Telewizyjna, [red. nacz. Stanisław Pieniak]. W latach 2003–2004 wydano 8 nr + CD do nr 1, ISSN 1730-7112.
- 4. W „Bibliotece Zeszytów Telewizyjnych”, gdy sygnowało ją Centrum Strategii – Akademia Telewizyjna, ukazały się:
  - a. Kazimierz Żórawski: „Długi stół: skrypt dla dziennikarzy programów informacyjnych”, Warszawa 2004, ISBN 83-918884-5-2.
  - b. Jerzy Uszyński: „Telewizyjny pejzaż genologiczny”, Warszawa 2004 ISBN 83-918884-6-0.

- 5. Biblioteka Akademii Telewizyjnej – pod. red. Edwarda Mikołajczyka:
  - a. „Problematyka kulturalna w programach Polskiej Telewizji Publicznej”, Warszawa 2000;
  - b. „Problematyka bezpieczeństwa i zagrożeń w programach Polskiej Telewizji Publicznej”, Warszawa 2002 – Studium Antenowe pod. red. Jerzego Uszyńskiego;
  - c. Ignacy Rutkiewicz, „Jak być przyzwoitym w mediach: rady dla dziennikarzy telewizyjnych i nie tylko”. Redaktor serii Stanisław Pieniak, Warszawa 2003, ISBN 83-918884-2-8.
  - d. Eliza Czerwińska, Jerzy Podracki, Dorota Wendołowska (red. nauk. Jerzy Podracki), „Jak się mówi...? Jak się pisze ...poradnik językowy dla dziennikarzy.” Warszawa 2007, ISBN 978-83-924845-0-9.
  - e. Kazimierz Żórawski, „Długi stół” Warszawa 2010.Wyd. 3., uzup. ISBN 978-83-924845-2-3.

- 6. „Zeszyty Ocen” 1996-2003 (220 biuletynów); czasopismo sygnowane przez Centrum Strategii Akademia Telewizyjna nr 1-2004 i 1(2) 2005.

## Źródła
- Andrzej Tadeusz Kijowski, Doskonalenie Zawodowe w Telewizji Polskiej w latach 1953–2013. Kwerenda archiwalna w Wydziale Dokumentacji Aktowej Ośrodka Dokumentacji i Zbiorów Programowych TVP SA, Warszawa 2016 (do użytku wewnętrznego).